# Collegium Willibaldinum

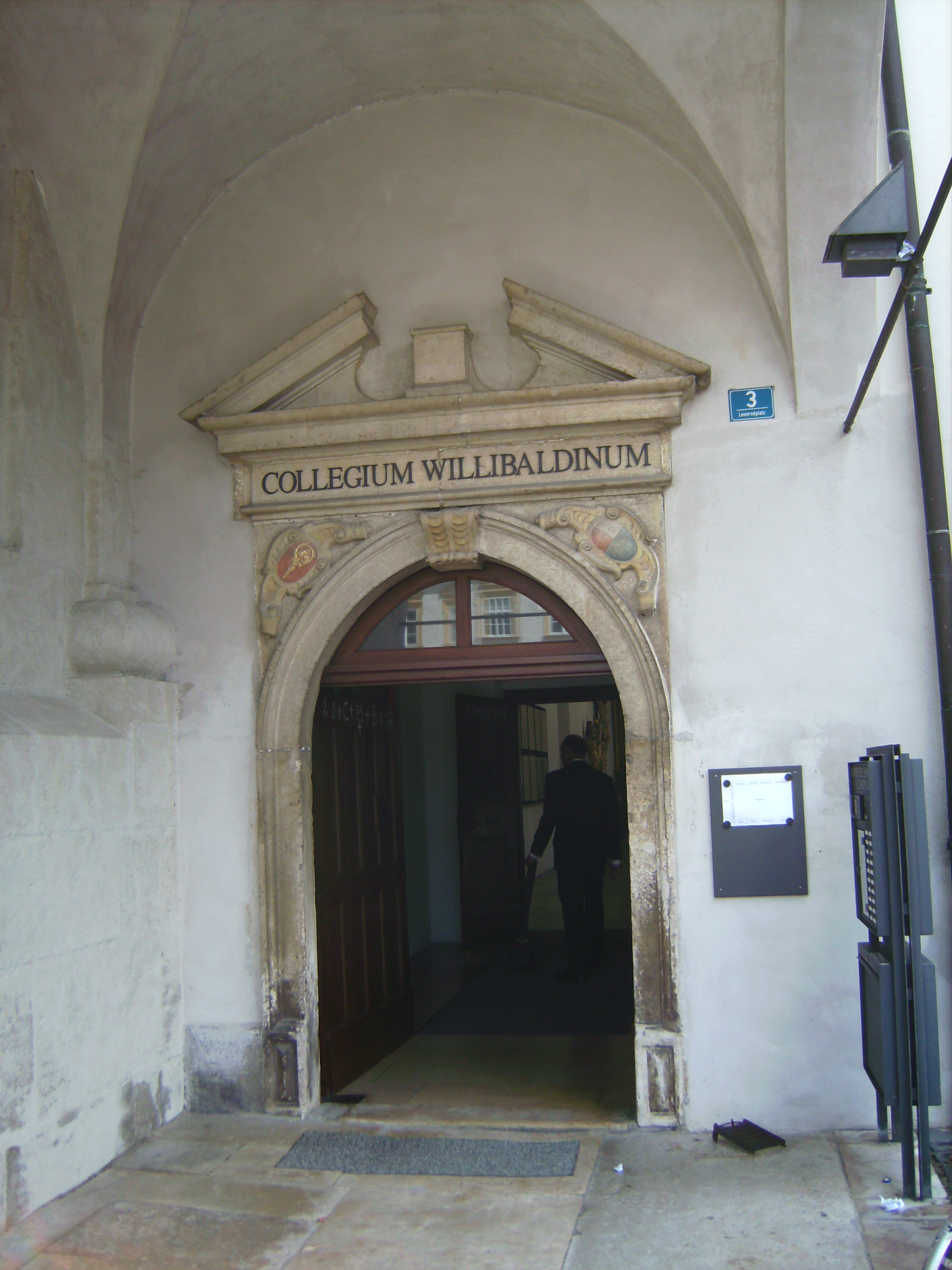
Pforte des Priesterseminars

Das Collegium Willibaldinum ist das Priesterseminar des Bistums Eichstätt, in dem junge Männer zu Priestern ausgebildet werden.
Das Bischöfliche Seminar St. Willibald ist eine eigenständige Körperschaft des öffentlichen Rechts mit rund 60 Mitarbeitern. Neben dem Tagungsbetrieb wird die hauseigene Seminargärtnerei mit ihrem Bio-Gemüse und Pflanzen betrieben.

## Weitere Teile des Bischöflichen Seminars Eichstätt
Neben dem eigentlichen Priesterseminar, der Ausbildungsstätte für Priester, gehören noch mehrere andere Einrichtungen zum Bischöflichen Seminar Eichstätt:
- die Naturkundlichen Sammlungen des Jura-Museums auf der Willibaldsburg in Eichstätt:
- das Collegium Orientale
- die Schutzengelkirche
- der Sitz der Hauptkongregation der Marianischen Männerkongregation für das Bistum Eichstätt

## Geschichte
Am 16. November 1564 gründete der Eichstätter Fürstbischof Martin von Schaumberg das Collegium Willibaldinum als erstes Seminar für Priesterbildung nördlich der Alpen und als zweites weltweit. Mit der schnellen Umsetzung des 1563 auf dem Konzil von Trient beschlossenen Seminardekrets wollte er sittlich gefestigte Priester ausbilden lassen und so einem durch die Reformation verursachten „erschrecklichen defectum personarum“ entgegentreten. Als Leiter setzt Martin von Schaumberg Rudolf Clenck († 1578) ein.
1614 erfolgte die Berufung von Jesuiten aus Ingolstadt zur Übernahme des Seminars. 1634 kam es im Zuge des Dreißigjährigen Kriegs zur Einäscherung des Kollegs (Jesuitenkolleg Eichstätt) und der zugehörigen Schutzengelkirche durch die Schweden. Der Abschluss des Wiederaufbaus des Kollegs erfolgte im Jahr 1665. 1773 wurde der Jesuitenorden aufgelöst. Das Collegium konnte ab 1783 seinen Betrieb am alten Platz aufrechterhalten, bis es nach der Säkularisation in Bayern 1806 zum Verlust seiner Bedeutung kam. 1838 erfolgte die Wiedereröffnung des Knabenseminars durch Bischof Karl August von Reisach, 1843 die Errichtung eines Lyzeums. In der Zeit des Kulturkampfs und der damit einhergehenden Schließung von Priesterseminaren erlangte das damals einzige Seminar in rein kirchlicher Trägerschaft als Zufluchtsort für Theologiestudenten aus ganz Deutschland überregionale Bedeutung. 1924 erfolgte die Umwandlung des Lyzeums in eine Philosophisch-theologische Hochschule.
1964 wurde die 400-Jahr-Feier sehr groß begangen. Führende kirchliche Persönlichkeiten, u. a. der damalige Bischof von Eichstätt, Joseph Schröffer, städtische als auch staatliche Funktionsträger nahmen an den Feierlichkeiten teil. Anlässlich dieser Feier wurde die Schutzengelkirche generalsaniert und restliche Kriegsschäden beseitigt. Außerdem gaben die Professoren der Bischöflichen Philosophisch-Theologischen Hochschule Eichstätt eine umfangreiche Festschrift zur Geschichte des Priesterseminars heraus.
Nach dem Kleinen Seminar St. Richard, im selben Gebäude, besuchte man in der Regel das Große Seminar, das eigentliche Priesterseminar. Man studierte in den Gebäuden am Leonrodplatz. Aus dieser Tradition heraus entstand die Philosophisch-Theologische Hochschule Eichstätt, die zusammen mit der Philosophisch-Pädagogischen Hochschule Eichstätt zu einer Gesamthochschule verschmolzen wurde. Diese wurde 1980 in eine Katholische Universität umgewandelt (vgl. Artikel Katholische Universität Eichstätt-Ingolstadt).
1998 wurde das eigenständige Collegium Orientale gegründet, es befindet sich in einem Gebäudeteil des Priesterseminars. Ein Teil des Hauses wird für Tagungen und die Unterbringungen von Übernachtungsgästen genutzt.
Aus der Reihe der Regenten kamen namhafte Persönlichkeiten, u. a. Ludwig Mödl, der nachfolgend bis 2013 Prediger an der Universitätskirche St. Ludwig in München war, oder Andreas Bauch.

## Das Priesterseminar heute
Das Neue Alumnat wurde in den Jahren von 1981 bis 1984 nach Plänen des Diözesanbaumts Eichstätt unter Leitung von Karljosef Schattner und Mitarbeitern Jörg Homeier, Norbert Diezinger, Andreas Fürsich und Bauleiter Anton Nitsch errichtet. In den neuen Wohn- und Studientrakt wurde die moderne Kreuzkapelle im 45° Winkel eingefügt.
2014 beging das Seminar sein 450-jähriges Bestehen. Im April 2017 kündigte das Priesterseminar mit Hinweis auf die Finanzlage des Bistums Eichstätt an, die Trägerschaft für das Jura-Museum abgeben zu wollen. Neue Trägerin des Museums ist seit dem 1. Juli 2019 die Stiftung der Katholischen Universität Eichstätt-Ingolstadt. Das Priesterseminar stellt weiterhin seine naturwissenschaftliche Sammlung zur Verfügung.
Seit Jahren sinkt die Zahl der Priesteramtskandidaten, so dass kirchenintern die Schließung von Priesterseminaren diskutiert wird.

### Leitung des Bischöflichen Seminars Eichstätt
Der jeweilige Bischof von Eichstätt, gegenwärtig ist dies Gregor Maria Hanke OSB, ist auch der oberste Leiter des Bischöflichen Seminars. Er ernennt das Seminarkollegium, bestehend aus Regens, Subregens und Spiritual.
Das Priesterseminar Eichstätt nimmt Studenten aus dem Bistum Speyer für die Zeit des Studiums vom 1. bis zum 10. Semester auf. Ein Speyrer Priester kann für die Mitarbeit im Bischöflichen Seminar bestellt werden.
Es gab viele Jesuiten als Spirituale für die Priesteramtskandidaten. Seit 2002 hatte mit Lorenz Gadient erstmals ein Weltpriester das Amt des Spirituals im Collegium Willibaldinum inne. Im September 2009 folgte ihm im Amt als Spiritual Pius Schmidt.
Regenten
- Joseph Ernst (1838–1862)
- Johannes Evangelist Pruner (1862–1885)
- Mathias Schneid (1885–1893)
- Georg Koller (1893–1899)
- Karl Kiefer (1899–1924)
- Michael Rackl (1924–1935)
- Johann Evangelist Stigler (1935–1950)
- Andreas Bauch (1950–1971)
- Ludwig Mödl (1971–1987)
- Georg Härteis (1987–1994)
- Josef Mederer (1994–1997)
- Willibald Harrer (1997–2001)
- Josef Blomenhofer (2001–2002)
- Josef Gehr (2002–2009)[9]
- Christoph Wölfle (2009–2016)[10]
- Michael Wohner (seit 2016)[11]